# Supralathosea baboquivariensis
Supralathosea baboquivariensis är en fjärilsart som beskrevs av Barnes och Benjamin 1924. Supralathosea baboquivariensis ingår i släktet Supralathosea och familjen nattflyn. Inga underarter finns listade i Catalogue of Life.